# Ephippiochthonius mayorali
Espèce
Synonymes
- Chthonius mayorali Carabajal Márquez, Garcia Carrillo & Rodríguez Fernández, 2001

Ephippiochthonius mayorali est une espèce de pseudoscorpions de la famille des Chthoniidae.

## Distribution
Cette espèce est endémique d'Andalousie en Espagne. Elle se rencontre dans la grotte Cueva del Simarrón à Dalías.

## Description
La femelle holotype mesure 1,75 mm.
Les mâles mesurent de 1,45 à 2,20 mm et les femelles de 1,89 à 2,35 mm.

## Étymologie
Cette espèce est nommée en l'honneur de Jaime G. Mayoral.

## Publication originale
- Carabajal Márquez, Garcia Carrillo & Rodríguez Fernández, 2001 : Nuevos pseudoscorpiones cavernícolas de la Sierra de Gádor (Almería, España) (Arachnida, Pseudoscorpionida, Chthoniidae). Revista Ibérica de Aracnología, vol. 3, p. 7-15 (texte intégral).